# Rafael I. Sadeler
Rafael I. Sadeler (1560/1561, Antverpy – 1628/1632 Antverpy), též Rafael  Sadeler starší, Raphael Sadeler, byl vlámský rytec a kreslíř z rozvětvené rodiny Sadelerů, antverpských rytců a obchodníků s uměním, mladší bratr  Jana I. Sadelera, otec tří grafiků Jana II., Filipa a Rafaela II. a strýc Aegidia Sadelera. 

## Životopis
Vyučil se pravděpodobně malířem a grafikem v Antverpách, kde je doložen v roce 1582 jako měšťan a člen malířského cechu (gildy) svatého Lukáše. 
Oženil se s Katelyne Lysaertovou, nevlastní dcerou malíře Martena de Vos, s níž měl tři syny, kteří se u něj vyučili rytectví: Jan II., Filip a Rafael II.. Jeho synovci téže profese byli Marcus I., Emanuel II. a Aegidius Sadeler (II.) 
Od roku 1585 pracoval se starším bratrem Janem I. Sadelerem v Německu. V letech  1586–1588 pobýval ve Frankfurtu nad Mohanem, kde získal roku 1587 městské právo a kromě vlastní tvorby také obchodoval s obrazy a grafikou jiných tvůrců. Od roku 1591 do roku 1593 působil v Kolíně nad Rýnem, roku 1593 přesídlil do Mnichova, kde vytvořil svá stěžejní díla, především cyklus ze života svatých poustevníků, provedený podle série předloh Martena de Vos Oraculum Anachoreticum. Sadeler ns rytinách spolupracoval s rytci Adriaenem Collaertem a Cornelisem Galle, kteří měli také své úspěšné oficíny. Jejich práce na celém cyklu trvala čtyři roky a byla proti konkurenci chráněna papežským privilegiem. 
Během cesty do Itálie počátkem 17. století Sadeler pobýval pravděpodobně ve Veroně a v letech 1601 až 1604 jistě v Benátkách. V letech 1604–1622 pracoval opět v Mnichově, hlavně jako dvorský umělec vévody Maxmiliána I. Bavorského.

## Dílo
- rytiny podle obrazů rudolfinských dvorních malířů:
  - Svatý Lukáš maluje madonu, podle obrazu Bartholomea Sprangera
  - Hispania - Alegorie Španělska, podle obrazu Hanse von Aachen
- rytiny podle vlámského malíře Maertena de Vos, např. Alegorie Bolesti[3]
- Čtyři stupně lidského věku

- Solitudo Sive Vitae Patrum Eremicolarum (česky: Samota čili Životy Otců poustevníků) (1594-1598), cyklus 92 mědirytin

## Galerie

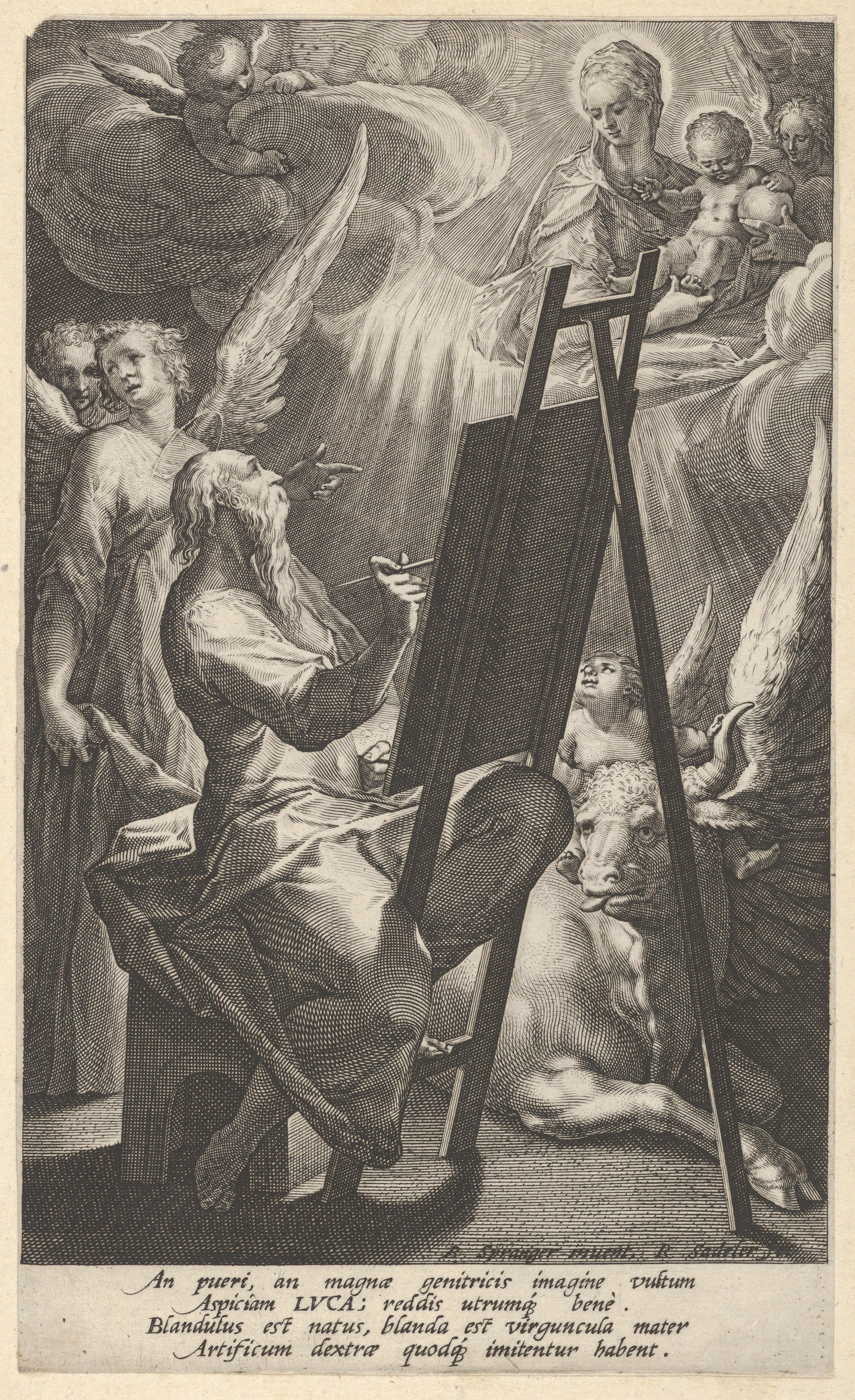
Sv.Lukáš maluje madonu, podle B. Sprangera
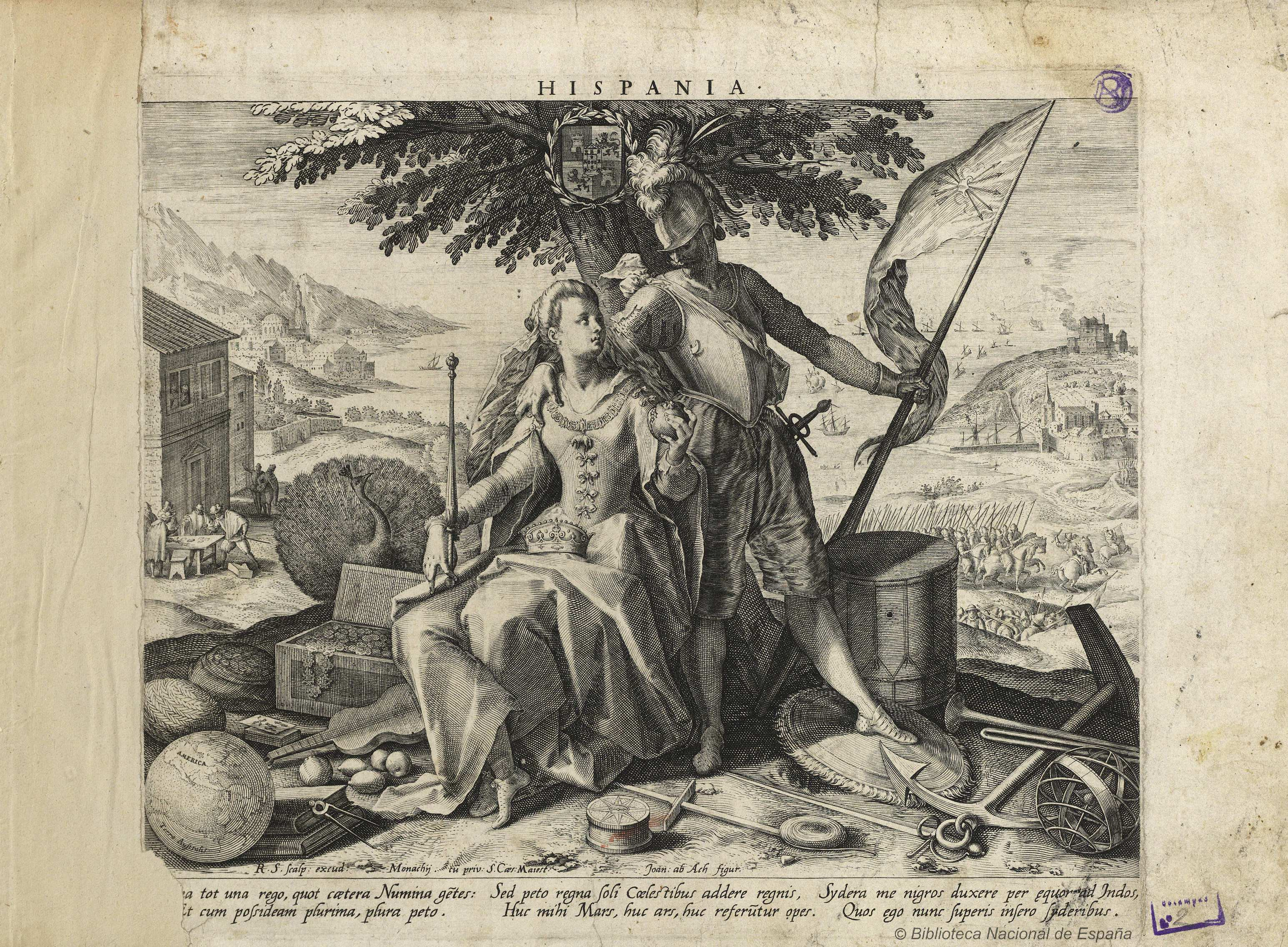
Alegorie Španělska, podle Hanse von Aachen
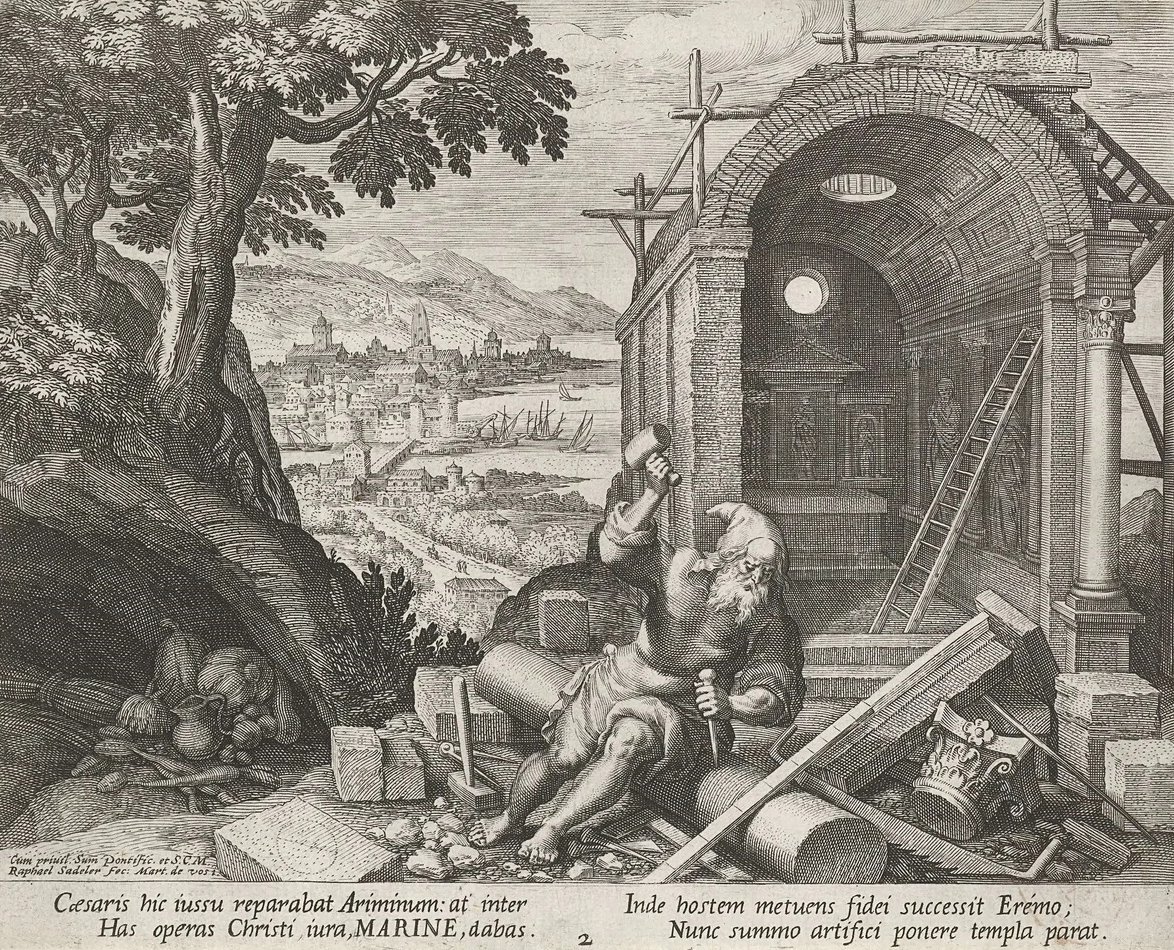
Kameník a poustevník sv. Marinus